# FDGB-Pokal 1971 (Badminton)
Der FDGB-Pokal im Badminton 1971 war die erste Auflage dieses Wettbewerbs, nachdem im Jahr zuvor ein DFV-Verbandspokal ausgetragen wurde. Er fand in Weißenfels vom 5. bis zum 6. Juni 1971 statt. Gewinner dieser Erstauflage des FDGB-Pokals wurde Einheit Greifswald, welches im entscheidenden Spiel Serienmeister Aktivist Tröbitz mit 3:1 bezwingen konnte.

## Ergebnisse

### 1. Tag
- Einheit Greifswald I – Einheit Greifswald II: 3:2 (6:4)
- Aktivist Tröbitz – SG Gittersee: 5:0 (10:0)
- Lok Weißenfels – SG Gittersee: 0:5 (2:10)
- Einheit Greifswald II – Aktivist Tröbitz: 1:4 (2:9)
- Lok Weißenfels – Aktivist Tröbitz: 0:5 (0:10)
- Einheit Greifswald I – SG Gittersee: 5:0 (10:0)

### 2. Tag
- Einheit Greifswald I – Lok Weißenfels: 5:0 (10:1)
- Einheit Greifswald II – SG Gittersee: 5:0 (10:3)
- Einheit Greifswald I – Aktivist Tröbitz: 3:1 (6:4)
- Einheit Greifswald II – Lok Weißenfels: 3:2 (6:5)

## Endstand
- 1. Einheit Greifswald I
- 2. Aktivist Tröbitz
- 3. Einheit Greifswald II
- 4. SG Gittersee
- 5. Lok Weißenfels